# 小行星4293
小行星4293（英語：4293 Masumi）是一颗围绕太阳公转的小行星。1989年11月1日，Y. Oshima在静冈县发现了此天体。
这颗小行星的绝对星等为52.72915877010384等。